# Giuseppe Maria Graniello
Giuseppe Maria Graniello (né le 8 février 1834 à Naples et mort le 8 janvier 1896 à Rome) est un cardinal italien de la fin du XIXe siècle. Il est membre de l'ordre des barnabites.

## Biographie
Graniello exerce des fonctions au sein de la Curie romaine, notamment comme secrétaire de la Congrégation des évêques. Il est élu archevêque titulaire de Césarée-en-Cappadoce (de) en 1892 et est consacré le 3 avril de la même année par Raffaele Monaco La Valletta avec comme co-consécrateurs Vincenzo Leone Sallua (it) et Francesco di Paola Cassetta. Le pape Léon XIII le crée cardinal lors du consistoire du 12 juin 1893.